# Katrin Eggenberger
Pour les articles homonymes, voir Eggenberger.
Katrin Eggenberger, née le 8 septembre 1982 à Werdenberg, est une femme politique liechtensteinoise, membre du Parti progressiste des citoyens (FBP).
Elle est ministre des Affaires étrangères, de la Justice et de la Culture de 2019 à 2021, dans le gouvernement d'Adrian Hasler.